# Silas Namatak
Silas Namatak (8 dicembre 1990) è un calciatore vanuatuano, di ruolo centrocampista.

## Carriera

### Club
Comincia a giocare al Tafea. Nel 2013 viene acquistato dall'Amicale.

### Nazionale
Ha debuttato in Nazionale il 3 giugno 2012, in Vanuatu-Samoa (5-0). Ha partecipato, con la Nazionale, alla Coppa delle nazioni oceaniane 2012. Ha collezionato in totale, con la maglia della Nazionale, due presenze.